# Episodi de La porta rossa (prima stagione)
La prima stagione della serie televisiva La porta rossa, formata da 12 episodi, suddivisi in 6 serate, è andata in onda in Italia su Rai 2 dal 22 febbraio al 22 marzo 2017.
| nº | Titolo      | Prima TV Italia  |
| -- | ----------- | ---------------- |
| 1  | Episodio 1  | 22 febbraio 2017 |
| 2  | Episodio 2  | 22 febbraio 2017 |
| 3  | Episodio 3  | 24 febbraio 2017 |
| 4  | Episodio 4  | 24 febbraio 2017 |
| 5  | Episodio 5  | 1º marzo 2017    |
| 6  | Episodio 6  | 1º marzo 2017    |
| 7  | Episodio 7  | 8 marzo 2017     |
| 8  | Episodio 8  | 8 marzo 2017     |
| 9  | Episodio 9  | 15 marzo 2017    |
| 10 | Episodio 10 | 15 marzo 2017    |
| 11 | Episodio 11 | 22 marzo 2017    |
| 12 | Episodio 12 | 22 marzo 2017    |

## Episodio 1
Trieste. Leonardo Cagliostro è un commissario della polizia che spesso agisce per conto suo e senza rispettare le regole. Un giorno riceve una soffiata e decide di andare da solo in un capannone dove potrebbe arrestare un pericoloso narcotrafficante, noto come "Il Messicano", che sta spacciando delle pastiglie di droga, chiamata "Red Ghost", che sta facendo numerose vittime tra cui una giovane ragazza, Ambra Raspadori, su cui la polizia sta indagando. Tale decisione, però, non è approvata dal magistrato Antonio Piras, né dal vicequestore Stefano Rambelli, né da Anna Mayer, magistrato nonché moglie del protagonista, da cui si sta separando. Leonardo si reca ugualmente sul posto, mentre sta per arrestare il Messicano però, Cagliostro viene ucciso a colpi di pistola da una terza persona, di cui non vede l'identità, e che successivamente uccide anche il narcotrafficante. Dopo essere stato ucciso, però, Cagliostro resta sulla Terra sotto forma di fantasma: contrariamente al Messicano, Leonardo decide di non attraversare la porta che separa il mondo terreno da quello dei morti, perché mentre sta per varcare la porta intravede il futuro, in cui sua moglie Anna viene uccisa in casa sua e probabilmente dal suo stesso assassino. Cagliostro resiste alla tentazione di attraversare la porta e resta sulla Terra per indagare e scoprire chi possa averlo tradito e chi tenterà di ammazzare sua moglie. La notizia della duplice uccisione viene segnalata alla questura e i suoi colleghi si precipitano sul luogo del delitto. Il vicequestore Rambelli e Valerio Lorenzi, un collega di Cagliostro, vanno a casa di Anna per informarla del tragico evento accaduto: la donna comincia ad urlare per la disperazione ed il marito cerca di dirle che è in pericolo e che lui stia lì insieme a lei ma, essendo uno spirito, purtroppo lei non può né sentirlo né vederlo. Le indagini proseguono sul luogo del delitto per ricostruire la dinamica del conflitto a fuoco, ma nessuno intuisce che lì presente ci potesse essere stata una terza persona. Cagliostro assiste alle indagini per poi andare via e incamminarsi per le strade di Trieste, finché si vede arrivare contro un motorino di una ragazza che sbanda davanti a lui cadendo a terra nel tentativo di evitarlo: l'uomo si rende conto in quel momento che la ragazza può vederlo ma lei si rialza e scappa via con il mezzo dandogli del pazzo. Cagliostro così capisce che non tutto è perduto e che, forse con l'aiuto di questa ragazza, può ancora fare qualcosa per salvare la moglie e scoprire il colpevole della sua morte.

## Episodio 2
Anna, dopo la tragedia, vive assieme ai genitori e alla sorella che si curano di lei. Caduta nella disperazione per la perdita del marito, comincia ad essere affollata dai ricordi dei momenti passati assieme ad egli sin da quando si sono conosciuti. Nel frattempo, Vanessa, la ragazza che aveva sbandato, vedendo il fantasma di Cagliostro, lo vede seguirla anche a scuola. Cagliostro cerca di convincerla in tutti i modi che è morto, ma lei non vuole credergli e gli dà nuovamente del pazzo, così lui, per dimostrarle che invece ha ragione, entra nella sua classe per dimostrarle che nessuno altro a parte lei può accorgersi della sua presenza, ma lei, notandolo apparire all'improvviso, sviene. Dopo essersi ripresa, torna a casa dalla zia e al telegiornale viene data la notizia della morte del commissario Cagliostro: lì ha la conferma definitiva che lui non stava scherzando, perché vede in TV una sua foto e lo riconosce. Leonardo torna nella casa della moglie cercando di ricordare meglio quel frammento di futuro che ha intravisto toccando la porta, rendendosi conto che la donna verrà uccisa tra due mesi, ovvero sotto Natale, come si evince da una pallina e da un abete che compaiono in modo confusionario nella stessa visione. Poco dopo egli si presenta nella camera della ragazza, che alla sua vista comincia ad impazzire cercando di scacciarlo via. Lui la minaccia dicendo che se non lo aiuterà potrebbe farla impazzire sul serio e rovinarle la vita palesandosi ovunque lei andrà. Vanessa così accetta e, su indicazione dell'uomo, chiama Anna da una cabina telefonica per avvertirla che è in pericolo. Per sbaglio però la ragazza dice che quello è un messaggio direttamente da suo marito e la donna, al sentire quelle parole, sviene a terra. Cagliostro si adira contro Vanessa perché teme che la moglie possa ritenere quella telefonata uno scherzo, così se ne va via, frustrato dalla rabbia, e anche la povera ragazza, innervosita, gli grida contro. Poco dopo arriva in casa di Anna il vicequestore Stefano Rambelli che soccorre la donna e la porta in ospedale: lì si scopre che Anna è incinta.
- Ascolti Italia: 3.284.000 spettatori - 13% share[1]

## Episodio 3
Come in un incubo, Cagliostro assiste al proprio funerale. Al cimitero il commissario è sorpreso da uno strano incontro: Jonas, un giovane uomo dall'aria misteriosa rimasto come lui intrappolato in questa vita, gli rivela come poter intervenire, seppur debolmente, nel mondo: manipolando il campo elettromagnetico facendo così "impazzire" gli oggetti elettrici, come lampade e così via, attorno. Tuttavia, quello che può fare da solo non è abbastanza per condurre un’indagine: per gli inquirenti il suo omicidio è stato causato dalla sparatoria con il Messicano, perché ricostruendo la dinamica della sparatoria era stato erroneamente constatato che Leonardo e il narcotrafficante si fossero sparati a vicenda, e per questo archiviato dal procuratore aggiunto Antonio Piras, nonostante le proteste dei suoi vecchi colleghi, Stella Mariani e Valerio Lorenzi. Cagliostro è costretto così a chiedere nuovamente aiuto a Vanessa e ritorna da lei, ma questa volta la ragazza è pronta ad accettare questo strano rapporto. Intanto gli effetti personali di Cagliostro fanno partire una ricerca parallela non ufficiale: quella di Anna, che vuole scoprire i segreti della vita di suo marito negli ultimi mesi, considerando anche che nei due mesi precedenti alla sua morte Leonardo viveva fuori da casa di Anna.

## Episodio 4
Ognuno dei colleghi di Cagliostro nasconde un segreto e ognuno di loro potrebbe essere il suo assassino. I sospetti del commissario si concentrano però sull'ispettore Paoletto, con il quale ha avuto sempre un pessimo rapporto. Cagliostro lo vede in compagnia di persone poco raccomandabili e vuole vederci chiaro, e scopre così che ha equivocato la situazione: il segreto di Paoletto è che accudisce la moglie invalida benché non sia costretto dato che lo aveva lasciato per un altro uomo. Allo stesso tempo, Anna sta scoprendo i segreti di suo marito. Ferita e delusa, la donna si avvicina a Piras, che da sempre prova qualcosa per lei. Anche Vanessa ha messo in discussione ogni sua certezza da quando ha incontrato Cagliostro: ha lasciato Raffaele, si è allontanata dai suoi soliti amici, si è avvicinata a Filip – un compagno di scuola considerato quasi un alieno dal resto della classe – e ha incominciato ad avere strane visioni sul suo passato. Cagliostro sta diventando per lei un amico, lui ammette di aver sempre giudicato Paoletto con superficialità ma ora ha capito che è una brava persona. Per la prima volta è Vanessa a chiedere il suo aiuto: vuole scoprire la verità sui suoi genitori e sulla loro morte. Cagliostro aiuta Vanessa a entrare in Questura nel cuore della notte eludendo la sorveglianza così lei accede al database trovando informazioni su sua madre, scoprendo che la donna non è morta come pensava, ma risulta ricoverata in una clinica psichiatrica.
- Ascolti Italia: 3.265.000 spettatori - 13,24% share[2]

## Episodio 5
Sconvolta dalle scoperte sulla vita segreta di suo marito, Anna decide di andare a fondo e di esplorare quel mondo che Leonardo le aveva tenuto nascosto, fatto di misteriosi appartamenti e squallidi nightclub. Allo stesso tempo, Vanessa si mette sulle tracce di sua madre che credeva morta. Si introduce, perciò, nella clinica in cui la donna risulta essere stata ricoverata, con l'aiuto di Filip, sotto la supervisione di Cagliostro, scoprendo che è stata dimessa tre anni prima. Anna va in uno strip club chiamato "Il Pappagallo Blu" scoprendo dal barista che Cagliostro era solito frequentare una spogliarellista di nome Helena Cassian. Subito dopo il barista tenta di violentare Anna, ma arriva Piras giusto in tempo che lo colpisce con un pugno portandola in salvo. Vanessa, confidandosi con Cagliostro, ammette che ha paura di scoprire la verità su sua madre, riguardo alle ragioni che l'hanno spinta ad abbandonarla. Cagliostro le spiega che tutti hanno le loro paure, la sua è quella di non poter proteggere Anna e la loro bambina (perché nel frattempo si è scoperto che Anna è incinta di una femmina), ma soprattutto teme che Anna possa ricordarlo solo come una cattiva persona. Mentre Piras riporta Anna a casa qualcuno si introduce di soppiatto nell'abitazione e mette del denaro dietro ad un quadro, scappando via subito dopo. Stella seduce Paoletto ma solo per poter fotografare alcuni suoi documenti e passarli a qualcuno. Cagliostro scopre che la sua collega Stella nasconde un segreto e, con l’aiuto di Vanessa, insinua in Paoletto il sospetto che la poliziotta possa essere coinvolta nel suo omicidio e viene a scoprire che la donna lavorava per conto del Vicequestore Ragusa per stanare la talpa nel gruppo; Rambelli decide quindi di sospenderla. Durante la perquisizione in casa di Cagliostro e Anna stabilita da Piras, viene trovato qualcosa di molto compromettente che infanga la memoria del commissario, ovvero del denaro in contanti, quello che è stato messo dietro al quadro: sembra che qualcuno voglia far passare Cagliostro per la talpa.

## Episodio 6
In Questura tutti sono ormai convinti che il commissario Cagliostro fosse la talpa che passava informazioni riservate ai criminali. Persino il vicequestore Rambelli, che lo ha sempre considerato come un figlio, inizia a credere che il migliore dei suoi uomini avesse una doppia vita. Anna non si capacita, non accetta di avere vissuto accanto a un uomo corrotto, in effetti anche prima che morisse lei sospettava che la tradiva con un'altra, e si confida con Stella, poco prima di scoprire che lei e Cagliostro erano amanti, arrivando a schiaffeggiarla e a umiliarla davanti ai suoi colleghi. Cagliostro soffre nel vedere Anna così amareggiata per via degli sbagli commessi dal marito, Jonas gli confida che uno degli aspetti peggiori dell'essere un fantasma è dover vedere gli sbagli commessi che ti sei lasciato indietro. La rabbia e la delusione di Anna la spingono a ipotizzare un’interruzione di gravidanza. Vanessa, insieme alla zia, parte da Trieste per conoscere la donna che l’ha abbandonata: l’incontro con sua madre si rivela una grande delusione, le dice che nell'incendio era imbottita di psicofarmaci e che suo padre la salvò prima di morire tra le fiamme e le dice anche che è inaffidabile e non dovrebbero parlarsi. Vanessa torna a casa delusa ma Cagliostro cerca di confortarla, lui le spiega che la capisce anche fin troppo bene perché era orfano, non ha mai conosciuto i suoi genitori, ed è andato avanti nella vita commettendo lo sbaglio di non dare importanza alla considerazione che gli altri avevano di lui. Cagliostro, chiede aiuto a Vanessa per evitare che Anna abortisca, quindi la ragazza va a casa di Anna dopo che Cagliostro le rivela dove si nascondono le chiavi di scorta, e lei mette in evidenza i biglietti che suo marito aveva comprato e che aveva nascosto per farle una sorpresa, voleva portarla via per un viaggio per provare a salvare il loro matrimonio, Vanessa esce dalla casa prima del ritorno di Anna, che trova i biglietti; Cagliostro voleva farle capire che l’ha amata e che la ama ancora molto. Vanessa chiede a Cagliostro per quale motivo ha rovinato il suo matrimonio, e lui si limita a risponderle che anche quando un uomo è consapevole di ciò che lo renderebbe felice, sceglie di prendere la strada sbagliata. Cagliostro ricorda che nella sua visione l'assassino di Anna non ha forzato la porta ma ha usato le chiavi di scorta che solo una persona sapeva dove si trovassero, ovvero Rambelli che intanto recupera una grossa quantità di soldi dalla cassaforte della Questura.
- Ascolti Italia: 3.342.000 spettatori - 13,1% share[3]

## Episodio 7
Vanessa, delusa dall'incontro con sua madre, cerca di ritornare alla vita di sempre uscendo con i suoi vecchi amici che la invitano a una festa nella lussuosa villa di Raffaele, il suo ex ragazzo, dove assume la pericolosa Red. Svenuta e soccorsa da Filip, i due si baciano per la prima volta. Stella cerca di chiarire con Anna dicendole che Cagliostro amava solo lei, infatti prima di morire Cagliostro aveva deciso di chiudere definitivamente con Stella. Quest'ultima accompagna Anna al night club dove lavora Helena, la quale afferma che lei e Leo erano amanti, ma Anna non le crede e capisce che non sta dicendo la verità per paura. Cagliostro insegue Rambelli dando per scontato che frequenta brutti giri, ma poi scopre che sta lavorando per arrivare a tale Ponti, l’uomo che conosce la talpa, che però evade dalla Questura e muore investito intenzionalmente da Valerio Lorenzi, che poi brucia il corpo (insieme all'automobile che aveva usato per uccidere l'uomo) su ordine di due malviventi, gli stessi che lo avevano costretto ad ucciderlo. Cagliostro, che ha sempre considerato Lorenzi il suo migliore amico, matura il sospetto che sia lui il suo assassino, e inizia a perseguitarlo, infatti Lorenzi, sempre più agitato, capisce che Cagliostro gli sta dando il tormento. Su indicazione di Cagliostro, Vanessa chiama Paoletto e gli rivela che la talpa è Lorenzi. Questo si sente braccato e la mattina seguente fuori dalla Questura sequestra Anna.

## Episodio 8
Lorenzi minaccia Anna con una pistola e la costringe a guidare fino a casa. Cagliostro dà segno della sua presenza e Lorenzi capisce che lui è lì e, approfittando della distrazione di Lorenzi, Anna prende il cellulare di Leonardo e telefona al vicequestore Rambelli per fare in modo che possa sentire la situazione, infatti interviene prontamente insieme a Diego Paoletto salvando la donna e arrestando Lorenzi. In Questura Lorenzi conferma di essere la talpa e di essere stato ricattato per mezzo di una prostituta minorenne, ma nega di avere avuto contatti col Messicano, anche se approfittando della morte di Cagliostro voleva far passare lui per la talpa mettendo quel denaro nella casa di Anna sapendo che sarebbe stato trovato durante la perquisizione. Anna decide di non abortire e di tenere la bambina. Cagliostro è ancora convinto che sia stato Lorenzi a ucciderlo e che ora Anna sia salva, quindi non ha più motivo di rimanere nel mondo dei vivi. Vanessa ci rimane male, ed effettivamente anche Cagliostro ammette che si è affezionato a lei, ma la cosa giusta da fare è lasciare il mondo dei vivi. Eleonora torna da Vanessa e intima Cagliostro di lasciare in pace sua figlia, rivelando così di essere anche lei sensitiva. Eleonora rivela alla figlia che alla lunga i fantasmi diventano pericolosi e che lei e Cagliostro devono tagliare i ponti, perché vivi e morti non devono interagire. Jonas sprona Cagliostro a rimanere ancora nel mondo dei vivi perché non c'è la certezza assoluta che Lorenzi fosse l'uomo che Cagliostro aveva visto nella sua visione, ovvero colui che ucciderà Anna, e dunque lei potrebbe ancora essere in pericolo. Lorenzi in cella è tormentato da Cagliostro e in una confessione a Don Giulio nega di essere il suo assassino. Vanessa incontra Raffaele che cerca di chiarire. Helena si rifugia a casa di Anna insieme al figlioletto perché si sente in pericolo, mentre Cagliostro capisce che Jonas ha ragione: l'uomo che ucciderà Anna non è Lorenzi e quindi sua moglie e la bambina sono ancora in pericolo.
- Ascolti Italia: 2.987.000  - 12,8% share[4]

## Episodio 9
Helena racconta ad Anna che era l'informatrice di Cagliostro, uno dei suoi clienti era Michele Rizzo, complice del Messicano, erano a letto insieme e poi, quando venne il Messicano, Helena contattò Cagliostro rivelandogli la sua posizione telefonandogli il giorno della sua morte. Eleonora mette Vanessa in guardia da Cagliostro, perché i fantasmi sono per natura egoisti. Rizzo viene arrestato ma prima riesce a gettare la sua agenda nel balcone sottostante. Cagliostro la fa recuperare da Vanessa, la quale rischia di essere aggredita dal vicino di casa di Rizzo, ma grazie a Cagliostro riesce a scappare, e fingendo di essere un Pony Express fa recapitare l'agenda ad Anna e Paoletto, e sull'agenda trova tutti i dettagli delle vendite di droga di Rizzo e del Messicano. Rizzo parla in via informale con Anna rivelandole di essere stato il deposito del Messicano, essendo lui incensurato, e aggiunge che aveva un appuntamento con lui, ma una volta arrivato nelle vicinanze, sentendo gli spari (ovvero quelli diretti verso Cagliostro) è scappato. Vanessa è arrabbiata con Cagliostro che l'ha messa in pericolo, confermando la veridicità delle accuse di Eleonora, quando lei aveva affermato che i fantasmi sono egoisti. Filip pretende dei chiarimenti da Vanessa su Raffaele essendosi innamorato di lei: Vanessa gli dice la verità sul fatto di essere sensitiva, ma lui non le crede e la manda via in lacrime. Rizzo rivela ad Anna che il Messicano, senza sbilanciarsi nel dettaglio, si sentiva coperto dato che a quanto pare la morte di Ambra Raspadori aveva comportato per lui dei vantaggi. Cagliostro va da Vanessa per scusarsi con lei, dato che la considera l'unica vera amica che abbia mai avuto, ma la ragazza chiede alla madre di parlare al suo posto con Cagliostro ed Eleonora gli chiede di rivolgersi a lei al posto di sua figlia e di stare lontana dalla ragazza anche per evitare che possa metterla in pericolo seriamente. Intanto Stella e Paoletto tornano a lavorare insieme su richiesta di Anna incrociando le telefonate del Messicano con quelle di Ambra, e trovano un numero di cellulare: quello di Raffaele.

## Episodio 10
Raffaele Gherardi viene convocato in questura ed interrogato da Anna perché risultato tra i contatti del Messicano e di Ambra Raspadori, ma viene portato via dalla madre prima che possa rivelare cose compromettenti. Leonardo informa subito Vanessa, la quale non vuole credergli, ma dopo un riavvicinamento con il rampollo in piscina gli confessa di essersi innamorata di un altro. Leonardo chiede così l'aiuto di Eleonora per mettere in guardia Vanessa da Raffaele. Quest'ultimo rivela a Vanessa di aver fatto una cosa orribile e non riesce a gestire il senso di colpa, e Vanessa gli consiglia di assumersi la responsabilità dei suoi sbagli. Stella e Paoletto scoprono che a consegnare l'agenda di Rizzo in Questura è stata una ragazza, cioè Vanessa, dalla registrazione nella videocamera di sorveglianza in Questura quando la ragazza finse di essere un Pony Express. Anna intanto ottiene le ferie forzate per aver osato interrogare il rampollo che si era convinto a rivelare tutto agli inquirenti. Al cimitero Leonardo si imbatte nuovamente in Jonas, l'altro fantasma, il quale gli fa capire di non essere proprio nella sua stessa condizione: gli mostra il suo corpo in coma all'ospedale, lui infatti diversamente da Cagliostro non è morto, in passato gli hanno sparato alla nuca e ancora oggi non si risveglia dal coma dopo tanti anni. Arriva Natale e Anna litiga fortemente a tavola con il padre perché si intromette nelle sue faccende e gli rivela di essere incinta prima di andarsene via. Filip e Vanessa intanto si riappacificano e lui decide di crederle sul fatto che è una medium, e si dichiarano amore reciproco. Eleonora racconta alla sorella Stefania di essere sensitiva, mentre Paoletto e Stella si baciano e lui la invita a cena insieme alla moglie. Raffaele capisce che Vanessa ha ragione, quindi decide di andare in Questura per confessare ciò che ha fatto. Piras, lasciato dalla fidanzata, fa scorrere alcune foto sul suo computer mentre Cagliostro lo osserva: la sera in cui il commissario è morto lui si trovava lì fuori e gli ha scattato delle foto. Cagliostro è quindi convinto che sia stato Piras a ucciderlo. Intanto la madre di Raffaele chiama la polizia per denunciare la scomparsa del figlio, e purtroppo Raffaele viene ritrovato morto.
- Ascolti Italia: 3.399.000  - 14,4% share[5]

## Episodio 11
Viene rinvenuto il corpo di Raffaele Gherardi in un bosco dove è deceduto per ipotermia in seguito a un'overdose; Vanessa apprende la notizia mentre è al ristorante e rimane sconvolta. Anna e Piras litigano perché le rivela di averla fatta allontanare dalle indagini per la troppa pressione e perché è incinta. Piras racconta all'ormai ex fidanzata di essersi innamorato di Anna ai tempi dell'università e che aveva seguito Cagliostro scattandogli delle foto per incastrarlo, dato che non aveva ricevuto da lui l'autorizzazione all'operazione contro il Messicano, successivamente però mentre era fuori dal magazzino se ne era pentito ed era andato via. Stella e Paoletto risalgono a Vanessa come l'informatrice segreta della polizia e lo raccontano ad Anna. Vanessa e Cagliostro indagano sulla morte di Raffaele; con l'aiuto di Filip entrano nel profilo Facebook del rampollo trovando alcune foto non rese pubbliche insieme ad Ambra, la ragazza morta per la Red, e al figlio di Rambelli. Cagliostro pensa che Rambelli abbia coperto il figlio che quella notte, insieme a Gherardi, avrebbe causato la morte della ragazza inscenando l'overdose. Rambelli confessa al figlio di aver ammazzato Gherardi facendogli ingerire molte pastiglie di Red perché si era sentito in colpa e voleva raccontare tutto alla polizia. Anna sul suo pc legge una e-mail inviatagli dalla fidanzata di Piras contenente le foto che lui ha scattato a Cagliostro prima che venisse ucciso e chiede l'aiuto di Rambelli. Stella e Paoletto trovano Vanessa con Filip.

## Episodio 12
Rambelli ricorda un episodio: una mattina al bar, leggendo sul giornale la notizia del ritrovamento del cadavere di Ambra, gli si avvicina il Messicano, che aveva rifornito di droga Raffaele a casa di Rambelli quella tragica sera, e avendo saputo che Rambelli è vicequestore lo mette sotto ricatto, minacciandolo di far emergere la verità su quella notte qualora la polizia dovesse interferire nei suoi affari e arrestarlo. Rambelli viene avvertito da Piras sull'operazione non autorizzata di Cagliostro e avvisa il Messicano chiamandolo al cellulare tramite uno dei telefoni della questura (ovvero quello che Stella Mariani aveva fatto squillare chiamando l'ultimo numero che ha telefonato al Messicano), consigliandogli di andare via velocemente da dove stava. Accorso sul posto per la troppa preoccupazione, uccide Cagliostro e anche il Messicano. 

Anna racconta a Rambelli di aver scoperto che Ambra era in contatto con Raffaele e che il suo corpo era stato spostato dalla talpa all'interno della polizia per coprire il ragazzo. Anna inoltre gli dice che Cagliostro la sera in cui è morto era stato tradito perché la talpa, che lei pensa essere Piras, aveva avvisato il Messicano. 
Intanto Vanessa confessa a Stella e Paoletto di essere stata lei ad aver consegnato l'agenda di Michele Rizzo in Questura. Rimane tuttavia vaga sul fatto di avere un misterioso informatore, e quando dice loro di mettere in guardia Anna da Rambelli, decidono di portarla via perché non le credono, salvo poi ricredersi.
Rambelli cerca di smontare la tesi di Anna, perché sente che Anna ci sta arrivando, ma questa è ostinata a cercare chi ha ucciso il marito e così decide di eliminarla. Vano è il tentativo di Cagliostro di creare disordine in casa, perché parte un colpo di pistola che raggiunge la donna. In quel momento arriva Piras (che voleva dare ad Anna spiegazioni sulla e-mail inviatale dalla sua fidanzata) che viene aggredito da Rambelli, ma dopo una colluttazione riesce ad avere la meglio sparandogli (senza ucciderlo), salvando poi Anna. Intanto Stella, Paoletto e Vanessa arrivano sul posto e le due donne accompagnano Piras e Anna in ospedale, mentre Paoletto blocca Rambelli agonizzante. In ospedale Anna viene sottoposta ad una rianimazione perché si trova in arresto cardiaco, ed il fantasma (per così dire) di Anna si ricongiunge temporaneamente con Leonardo e decide di rimanere con lui, ma viene convinta dal marito a rimanere in vita per non dare un dolore troppo grande ai suoi familiari e per dare alla luce la loro figlia. Subito prima che Anna si riprenda Leonardo le chiede di chiamare la bambina Vanessa. Anna viene così salvata dai medici. Vanessa parla con Anna, che si sta riprendendo, e le racconta tutto; inizialmente un po' diffidente, Anna poi capisce che è tutto vero nel momento in cui la ragazza le dirà che la figlia che lei dovrà mettere alla luce si chiamerà come lei. Anna scoppia in lacrime e chiede a Stella di non coinvolgere la ragazza nelle indagini, per poi ringraziarla. 
La vita dei protagonisti continua: Vanessa si congeda da Cagliostro e fa l'amore con Filip; Anna viene dimessa dall'ospedale, accompagnata a casa da Piras che chiarisce il fatto delle fotografie; Paoletto e Stella vanno a portare i fiori alla tomba di Cagliostro; Lorenzi riceve la visita della moglie e le figlie mentre la madre di Vanessa riparte.
Davanti a Cagliostro appare la porta, il cui passaggio si apre in una delle porte del reparto dell'ospedale, e lui si prepara a varcarla, ma non è ancora il momento: egli infatti ascolta una conversazione tra Rambelli, che si è salvato ma è ricoverato ovviamente anche lui, e l'ispettore Paoletto, che lo sta perquisendo sul letto d'ospedale. Paoletto trova nel portafoglio di Rambelli una misteriosa foto di quest'ultimo da giovane dove compare assieme a Jonas, e Cagliostro vede tutto. Rambelli viene poi dimesso dall'ospedale e arrestato, mentre suo figlio si costituisce. Cagliostro va da Jonas per chiedere chi sia lui in realtà, perché era presente al suo funerale e come faccia a conoscere Rambelli, ma da questo non ottiene spiegazioni. Il fantasma di Jonas scompare e lo stesso, sul letto di ospedale, si sveglia dal coma mentre Cagliostro è lì con lui. 
- Ascolti Italia: 3.471.000  - 14,1% share[6]